# Oeiras Challenger
L'Oeiras Challenger è un torneo professionistico di tennis maschile, facente parte del circuito Challenger. Si gioca dal 2021 sui campi in  terra rossa del Complexo Desportivo do Jamor a Oeiras, in Portogallo.

## Albo d'oro

### Singolare
| Anno       | Campione            | Finalista             | Punteggio        |
| ---------- | ------------------- | --------------------- | ---------------- |
| 2025 (II)  | Cristian Garín      | Mitchell Krueger      | 7–6(3), 4–6, 6–2 |
| 2025       | Elmer Møller        | Francisco Comesaña    | 6–0, 6–4         |
| 2024 (II)  | Jaime Faria         | Elias Ymer            | 3–6, 7–6(3), 6–4 |
| 2024       | Francisco Comesaña  | Ugo Blanchet          | 6–4, 3–6, 7–5    |
| 2023 (II)  | Facundo Díaz Acosta | Aleksandar Vukic      | 6–4, 6–3         |
| 2023       | Zsombor Piros       | Juan Manuel Cerúndolo | 6–3, 6–4         |
| 2022 (III) | Kaichi Uchida       | Kimmer Coppejans      | 6–2, 6–4         |
| 2022 (II)  | Gastão Elias (3)    | Alessandro Giannessi  | 7–6(4), 6–1      |
| 2022 (I)   | Gastão Elias (2)    | Nino Serdarušić       | 6–3, 6–4         |
| 2021 (IV)  | Gastão Elias (1)    | Holger Rune           | 5–7, 6–4, 6–4    |
| 2021 (III) | Carlos Alcaraz      | Facundo Bagnis        | 6–4, 6–4         |
| 2021 (II)  | Pedro Cachín        | Nuno Borges           | 7–6(4), 7–6(3)   |
| 2021 (I)   | Zdeněk Kolář        | Gastão Elias          | 6–4, 7–5         |

### Doppio
| Anno       | Campioni                             | Finalisti                             | Punteggio           |
| ---------- | ------------------------------------ | ------------------------------------- | ------------------- |
| 2025 (II)  | Andreas Mies David Vega Hernández    | Marcelo Demoliner David Pichler       | 6–4, 6–4            |
| 2025       | Karol Drzewiecki Piotr Matuszewski   | Francisco Cabral Lucas Miedler        | 6–4, 3–6, [10–8]    |
| 2024 (II)  | Anirudh Chandrasekar Arjun Kadhe     | Simon Freund Johannes Ingildsen       | 7–5, 6–4            |
| 2024       | Filip Bergevi Mick Veldheer          | Sergio Martos Gornés Petros Tsitsipas | 6–1, 6–4            |
| 2023 (II)  | Luke Johnson Sem Verbeek (2)         | Jaime Faria Henrique Rocha            | 6(6)–7, 7–5, [10–6] |
| 2023       | Victor Vlad Cornea Franko Škugor     | Marcelo Demoliner Andrea Vavassori    | 7–6(2), 7–6(4)      |
| 2022 (III) | Sadio Doumbia Fabien Reboul          | Robert Galloway Alex Lawson           | 6–3, 3–6, [15–13]   |
| 2022 (II)  | Nuno Borges (3) Francisco Cabral (3) | Zdeněk Kolář Adam Pavlásek            | 6–4, 6–0            |
| 2022 (I)   | Nuno Borges (2) Francisco Cabral (2) | Sanjar Fayziev Markos Kalovelonis     | 6–3, 6–0            |
| 2021 (IV)  | Jesper de Jong Tim van Rijthoven     | Julian Lenz Roberto Quiroz            | 6–1, 7–6(3)         |
| 2021 (III) | Hunter Reese Sem Verbeek (1)         | Sadio Doumbia Fabien Reboul           | 4–6, 6–4, [10–7]    |
| 2021 (II)  | Nuno Borges (2) Francisco Cabral (1) | Pavel Kotov Tseng Chun-hsin           | 6–1, 6–2            |
| 2021 (I)   | Mats Moraing Oscar Otte              | Riccardo Bonadio Denis Yevseyev       | 6–1, 6–4            |